# Kanton Bapaume
Kanton Bapaume (Nederlands: kanton Batpalmen) is een kanton van het Franse departement Pas-de-Calais. Het kanton maakt deel uit van het arrondissement Arras.
In maart 2015 werd het kanton van 22 naar 75 gemeenten uitgebreid, hierbij gingen de kantons Bertincourt en Marquion en een deel van Croisilles (18 gemeenten) op in dit kanton.

## Gemeenten
Het kanton Bapaume omvatte tot 2014 de volgende gemeenten:
- Achiet-le-Grand
- Achiet-le-Petit
- Avesnes-lès-Bapaume
- Bancourt
- Bapaume (hoofdplaats)
- Beaulencourt
- Béhagnies
- Beugnâtre
- Biefvillers-lès-Bapaume
- Bihucourt
- Favreuil
- Frémicourt
- Grévillers
- Ligny-Thilloy
- Martinpuich
- Morval
- Riencourt-lès-Bapaume
- Sapignies
- Le Sars
- Le Transloy
- Villers-au-Flos
- Warlencourt-Eaucourt

Ingevolge het decreet van 24 februari 2014 omvat het kanton vanaf 2015 de volgende 75 gemeenten:
- Ablainzevelle
- Achiet-le-Grand
- Achiet-le-Petit
- Avesnes-lès-Bapaume
- Ayette
- Bancourt
- Bapaume
- Baralle
- Barastre
- Beaulencourt
- Beaumetz-lès-Cambrai
- Béhagnies
- Bertincourt
- Beugnâtre
- Beugny
- Biefvillers-lès-Bapaume
- Bihucourt
- Bourlon
- Bucquoy
- Buissy
- Bullecourt
- Bus
- Chérisy
- Courcelles-le-Comte
- Croisilles
- Douchy-lès-Ayette
- Écourt-Saint-Quentin
- Écoust-Saint-Mein
- Épinoy
- Ervillers
- Favreuil
- Fontaine-lès-Croisilles
- Frémicourt
- Gomiécourt
- Graincourt-lès-Havrincourt
- Grévillers
- Hamelincourt
- Haplincourt
- Havrincourt
- Hermies
- Inchy-en-Artois
- Lagnicourt-Marcel
- Lebucquière
- Léchelle
- Ligny-Thilloy
- Marquion
- Martinpuich
- Metz-en-Couture
- Morchies
- Morval
- Mory
- Moyenneville
- Neuville-Bourjonval
- Noreuil
- Oisy-le-Verger
- Palluel
- Pronville-en-Artois
- Quéant
- Riencourt-lès-Bapaume
- Rocquigny
- Rumaucourt
- Ruyaulcourt
- Sains-lès-Marquion
- Saint-Léger
- Sapignies
- Le Sars
- Sauchy-Cauchy
- Sauchy-Lestrée
- Le Transloy
- Trescault
- Vaulx-Vraucourt
- Vélu
- Villers-au-Flos
- Warlencourt-Eaucourt
- Ytres